# Пета земаљска конференција КПЈ
Пета земаљска конференција Комунистичке партије Југославије одржана је од 19. до 23. октобра 1940. у Дубрави, код Загреба. Ова конференције имала је значај Конгреса и на њој је учествало 105 делегата, а радом је руководио генерални секретар КПЈ Јосип Броз Тито.
На Конференцији су поднети извештаји и реферати и анализиран је дотадашњи рад Партије. КПЈ је тада указала на опасност агресије фашистичких земаља на Краљевину Југославију и донела закључке о свим важним питањима рада Партије. На крају Конференције изабран је и нови Централни комитет од 22, и нови Политбиро од 7 чланова. Конференција је имала велики значај за Комунистичку партију Југославије, јер представља преломни догађај у њеној историји. То је био доказ да је Партија успела да преброди све тешкоће, настале услед илегалног рада и унутар фракцијских борби. Конференција је била последњи већи скуп комуниста пред почетак Другог светског рата.

## Припреме за конференцију
Половином 1940. године, Централни комитет Комунистичке партије Југославије је одлучио да се сазове земаљска партијска конференција. Припреме за конференцију су биле веома брижљиво вршене, пошто се партија налазила у илегалности. Прво су, у периоду од маја до септембра 1940. године, одржаване месне, затим окружне, а на крају покрајинске конференције, на којима су бирани делегати за конференцију.
Као место одржавања конференције одређен је Загреб, у коме се тада налазило средиште Централног комитета. Јосип Броз Тито је почетком септембра, за партијске потребе, закупио кућу Срећка Џамоње, професора француског језика и оца вајара Душана Џамоње, у Бихаћкој улици број 20. у загребачком насељу Дубрава. Кућа је била специјално припремљена за смештај делегата и рад конференције, уклоњен је преградни зид, постављене су клупе и др. За све време трајања конференције нико од 105 делегата није напуштао кућу да се не би скретала пажња.

### Избор делегата на Покрајинским конференцијама
Петој земаљској конференцији присуствовало је 105 делегата из свих крајева Југославије:
- Из Србије је било 17 делегата изабраних на Покрајинској конференцији КПЈ за Србију, одржаној средином маја 1940. године у Београду. У раду ове конференције учествовало је 33 делегата. На конференцији су поднета два реферата: „Организациони извештај“, Александра Ранковића и „О политичкој ситуацији“ Милована Ђиласа, у којима је анализиран рад Партије. На крају Конференције изабрано је ново Покрајинско руководство и делегати за Пету земаљску конференцију.
- Из Словеније је било 13 делегата изабраних на партијској конференцији КП Словеније, одржаној 29. и 30. јуна 1940. године на Вињу над Долским, близу Љубљане.
- Из Босне и Херцеговине је било 5 делегата изабраних на Покрајинској конференцији КПЈ за Босну и Херцеговину, одржаној 27. и 28. јула 1940. године у Сарајеву, у кући Славише Вајнера. У раду ове конференције учествовало је 20 делегата. На конференцији су поднета три реферата - „Организациони извештај“, Угљеше Даниловића; „Политички реферат“, Борише Ковачевића и „Омладински реферат“, Ратка Дугоњића. На крају Конференције изабрано је ново Покрајинско руководство, као и делегати за Пету земаљску конференцију. У чланство новог ПК КПЈ за БиХ тада су изабрани: Угљеша Даниловић, Стјепан Ђаковић, Иса Јовановић, Бориша Ковачевић, Пашага Манџић, Васо Мискин, Мустафа Пашић и Ђуро Пуцар.
- Из Далмације је било 12 делегата изабраних на Покрајинској конференцији КПЈ за Далмацију, одржаној 3. и 4. августа у Сплиту. Овој конференцији присуствовало је 30 делегата, као и гости - генерални секретар КПЈ Јосип Броз Тито, Тоне Томшич и Марко Орешковић. На крају Конференције изабрано је ново Покрајинско руководство, као и делегати за Пету земаљску конференцију. У чланство новог ПК КПЈ за Далмацију тада су изабрани - Вицко Крстуловић, политички секретар, Иван Амулић, организациони секретар и чланови: Иван Лавчевић-Лучић, Андрија Божанић, Карла Његован, Анте Јурлин и Неда Маровић.
- Из Црне Горе, Боке, Санџака и Косова и Метохије је било 10 делегата изабраних на Осмој покрајинској конференцији КПЈ за Црну Гору, Боку, Санџак и Косово и Метохију, одржаној 16. и 19. августа 1940. године у селу Жугића Барама, код Жабљака. У раду ове конференције учествовало је 30 делегата, као и генерални секретар КПЈ Јосип Броз Тито. На конференцији је поднето шест реферата - „Политички извештај“, Блажа Јовановића; „Организациони извештај“, Крста Попиводе; „О раду у синдикатима“, Божа Љумовића; „О раду на селу“, Ивана Милутиновића; „О раду СКОЈ-а“, Буда Томовића и „О раду међу женама“, Бранка Петричевића. На крају конференције донесена је Резолуција, изабрано је ново Покрајинско руководство и делегати за Пету земаљску конференцију и прихваћен предлог промене статуса партијске организације на Косову и Метохији (на Петој земаљској конференцји Обалсни комитет КПЈ за Косово и Метохију је постао Покрајински комитет).
- Из Хрватске је било 18 делегата изабраних на Првој конференцији КП Хрватске, одржаној 25. августа 1940. године у Загребу. У раду ове конференције, поред 64 делегата, учествовали су: Јосип Броз Тито, Едвард Кардељ и Павле Пап Шиља. Ова конференција је била најпре заказана за 11. август, али је дан уочи одржавања дошло до хапшења више чланова ЦК КПХ (Мирка Буковца, Маријана Крајачића, Анке Буторац, Владимира Бакарића и Мартина Франекића), као и члана ЦК КПЈ Маринка Михе. На конференцији је донесена Резолуција, изабрано је ново Покрајинско руководство и делегати за Пету земаљску конференцију
- Из Македоније је било 5 делегата изабраних на Покрајинској конференцији КПЈ за Македонију, одржаној 8. септембра 1940. године у Скопљу. У раду ове конференције, поред 25 делегата, учествовали су и представници ЦК КПЈ: Светозар Вукмановић Темпо и Сретен Жујовић. На конференцији су поднета два реферата: „Политички реферат“, Методија Шаторова и „Организациони реферат“ Пера Тикварова, у којима је анализиран рад Партије. На крају конференције је донесена Резолуција, изабран Покрајински комитет и делегати за Пету земаљску конференцију.
- Из Војводине је било 7 делегата изабраних на Покрајинској конференцији КПЈ за Војводину, одржаној почетком септембра у Сремској Каменици, на Фрушкој гори. У раду ове конференције, поред 30 делегата, учествовао је и представник ЦК КПЈ Иван Милутиновић. Пошто је тада политички секретар Покрајинског комитета, Жарко Зрењанин, био у затвору, радом конференције је руководио Јусуф Тулић. На конференцији је донесена Резолуција, изабрано ново Покрајинско руководство и делегати за Пету земаљску конференцију.

Поред ових 87 делегата националних и покрајинских организација КПЈ, Петој земаљској конференцији је присуствовало и 8 посебних делегата. 
- Четири делегата су били представници изабрани на Шестој конференцији СКОЈ-а, одржаној 8. и 9. септембра 1940. године у Загребу.
- Драган Павловић Шиља је био делегат изабран на земаљском саветовању Народне помоћи Југославије, одржаном 11. августа 1940. године у Загребу.
- Три делегата су учествовала, по позиву ЦК КПЈ и то: Митар Бакић и Владо Поповић, као делегати у име војске и Крсто Попивода, као руководилац школе при ЦК КПЈ, која је у току септембра и октобра, радила у Макарској.

Поред 101 делегата, Конференцији је присуствовало и једна група партијских активиста, која је учествовала у припремама и обезбеђивању рада конференције, међу њима су били: Ката Думбовић, Тонка Зорић, Пепца Кардељ, Босиљка Беба Крајачић, Бранко Малешевић и Херта Хас.

### Стање у КПЈ уочи Конференције
Уочи одржавања Пете земаљске конференције, број чланова Комунистичке партије Југославије је износио око 6.500 чланова.
- У Босни и Херцеговини је деловало око 340 чланова КПЈ, чијим је радом руководио ПК КПЈ за БиХ на челу са Исом Јовановићем.
- У Војводини је деловало око 600 чланова КПЈ, чијим је радом руководио ПК КПЈ за Војводину на челу са Жарком Зрењанином.
- У Далмацији је партијским радом руководио ПК КПЈ за Даламацију на чијем је челу био Вицко Крстуловић.
- У Македонији је деловало око 250 чланова КПЈ, чијим је радом руководио ПК КПЈ за Македонију н челу са Методијем Шаторовим.
- У Словенији је деловала Комунистичка партија Словеније, која је имала око 900 чланова сврстаних у 12 окружник и 4 привремна окружна комитета. Секретар ЦК КП Словенје је био Едвард Кардељ.
- У Србији је деловало око 1.000 чланова КПЈ, чијим је радом руководио ПК КПЈ за Србију на челу са Александром Ранковићем.
- У Хрватској је деловала Комунистичка партија Хрватске, која је имала око 2.700 чланова. Секретар ЦК КП Хрватске био је Раде Кончар.
- У Црној Гори, Боки, Санџаку и Косову и Метохији деловало је око 950 чланова КПЈ, чијим је радом руководио ПК КПЈ за Црну Гору, Боку, Санџак и Косово и Метохију, на чијем је челу био Божо Љумовић. У оквиру овог ПК, деловао је ОК КПЈ за Косово и Метохију, који је имао око 230 чланова и чији је секретар био Боро Вукмировић (на Петој земаљској конференцији партијска организација Косова и Метохије је осамостаљена и добила је властити Покрајински комитет).

## Рад конференције
На почетку рада Конференције, на Титов предлог, изабрано је почасно Председништво, у које су изабрани Јосиф Стаљин и Георги Димитров и радно Председништво, у које су изабрани: Цана Бабовић, Едвард Кардељ, Раде Кончар, Иван Милутиновић, Моша Пијаде, Ђуро Пуцар, Иво Лола Рибар, Стипе Ромац, Франц Саламон, Методије Шаторов, Жарко Зрењанин и Јосип Броз Тито.
На Петој земаљској конференцији поднето је 11 реферата: „Извештај о органиазционом питању“, Јосипа Броза Тита; „Политичка ситуација“, Едварда Кардеља; „Реферат о синдикалном стању“, Александра Ранковића; „О аграрно сељачком питању“, Ивана Милутиновића; „Национално питање“, Милована Ђиласа; „Агитација и пропаганда“, Борис Кидрич; „Омладинско питање“, Иве Лоле Рибара, „О раду међу женама“, Виде Томшич; „Рад у војсци“, Митра Бакића; „О техници и конспирацији“, Павле Пап; „О народној помоћи“, Драгослава Павловића.
Избором нових чланова Централног комитета и Политбироа, руководила је Кандидациона комисија, у саставу: Крсто Попивода, Светозар Вукмановић и Франц Саламон. А на предлог Крсте Попиводе, Јосип Броз Тито је изабран за генералног секретара.
На завршетку рада конференције, после избора извршних органа Партије Тито је дао завршну реч. Том приликом је резимирао резултате рада конференције, указао на ситуацију у којој се налази земља, на опасност која непосредно прети од стране фашизма и на то да се иде у сусрет судбоносним догађајима. Излагање је завршио речима: "Другови, пред нама су одлучујући дани. Напријед сада у коначну побједу. Идућу конференцију морамо одржати у ослобођеној земљи и од туђина и од капиталиста!".
Тито је, крајем октобра, у име учесника Пете земаљске конференције, послао поздравни телеграм Јосифу Стаљину и Георги Димитрову.

## Чланови Централног комитета и Политбироа изабрани на Конференцији
На Петој земаљској конференцији изабран је нови Централни комитет Комунистичке партије Југославије, који је бројао 22 члана и нови Политбиро Централног комитета, који је бројао 7 чланова. Такође на Конференцији је изабрано и 16 кандидата за чланове Централног комитета („кандидати за чланове ЦК КПЈ“ били су бирани на партијским конференцијама и конгресима, током илегалног партијског рада, како би у датом моменту, у случају хапшења, смрти, ускучења из партије или друге немогућности даљег рада неког постојећег члана ЦК, дошли на његово место). Избором чланова ЦК КПЈ и Политбироа руководила је Кандидациона комисија у саставу: Крсто Попивода, Франц Саламон, Светозар Вукмановић и Јосип Броз Тито. Кандидациона комисија је припремила листу кандидата, које су бирали делегати на Конференцији.
Од 22 изабраних чланова ЦК КПЈ у току Народоослободилачке борбе је погинуло петоро, а 18 је проглашено за народне хероје. Од 16 кандидата за чланове ЦК КПЈ у току Народноослободилачке борбе је погинуло десеторо, а 12 је проглашено за народне хероје.

### Списак
- Чланови ЦК КПЈ:

1. Спасенија Цана Бабовић (1907—1977), радница. Рођена 1907. у Лазаревцу. Чланица КПЈ од 1928, а од 1939. чланица ПК КПЈ за Србију. Учествовала у Народноослободилачкој борби. После ослобођења друштвено-политичка радница. Умрла 1977. у Београду. Народни херој и јунак социјалистичког рада.
2. Јаков Блажевић (1912—1996), правник. Рођен 1912. у Бужиму, код Госпића. Члан КПЈ од 1928, од 1937. члан ЦК КП Хрватске, а од 1940. секретар ОК КПХ за Лику. Учествовао у Народноослободилачкој борби. После ослобођења друштвено-политички радник. Умро 1996. у Загребу. Народни херој и јунак социјалистичког рада.
3. Јосип Броз Тито (1892—1980), металски радник. Рођен 1892. у Кумровцу. Члан КПЈ од 1920, од 1934. члан ЦК КПЈ, а од 1937. генерални секретар КПЈ. Учествовао у Народноослободилачкој борби. После ослобођења друштвено-политички радник, био председник Југославије, од 1953. до 1980. године. Умро 1980. у Љубљани. Троструки народни херој и јунак социјалистичког рада.
4. Милован Ђилас (1911—1995), књижевник и правник. Рођен 1911. у Подбишћу, код Колашина. Члан КПЈ од 1933, од 1938. члан ЦК КПЈ, а од 1940. члан Политбироа. Учествовао у Народноослободилачкој борби. После ослобођења друштвено-политички радник. Из СКЈ искључен 1954. Умро 1995. у Београду.
5. Сретен Жујовић Црни (1899—1976), намјештеник. Рођен 1899. у Малој Врбици, код Младеновца. Члан КПЈ од 1924, а од 1936. члан ЦК КПЈ. Учествовао у Народноослободилачкој борби. После ослобођења друштвено-политички радник. Из КПЈ искључен 1948. Умро 1976. у Београду.
6. Жарко Зрењанин (1902—1942), учитељ. Рођен 1902. у Избишту, код Вршца. Члан КПЈ од 1927, а од 1938. секретар ПК КПЈ за Војводину. Учествовао у Народноослободилачкој борби. Погинуо новембра 1942. у околини Вршца. Народни херој.
7. Владо Јанић (1904—1991), железнички радник. Рођен 1904. у Сиску. Члан КПЈ од 1931, а од 1937. члан ЦК КП Хрватске. Учествовао у Народноослободилачкој борби. После ослобођења генерал ЈНА. Умро 1991. у Београду. Народни херој.
8. Едвард Кардељ (1910—1979), учитељ. Учествовао у Народноослободилачкој борби. После ослобођења друштвено-политички радник. Умро 1979. у Љубљани. Народни херој и двоструки јунак социјалистичког рада.
9. Борис Кидрич (1912—1953), научник. Рођен 1912. у Бечу. Члан КПЈ од 1928, од 1932. члан ПК КПЈ за Словенију, од 1935. секретар ЦК СКОЈ-а, а од 1939. члан ЦК КП Словеније. Учествовао у Народноослободилачкој борби. После ослобођења друштвено-политички радник. Умро 1953. у Београду. Народни херој и јунак социјалистичког рада.
10. Раде Кончар (1911—1942), електро-механичар. Рођен 1911. у Лици. Члан КПЈ од 1933, од 1939. члан ЦК КП Хрватске, а од 1940. секретар ЦК КП Хрватске. Учествовао у Народноослободилачкој борби. Заробљен и стрељан маја 1942. у Шибенику. Народни херој.
11. Вицко Крстуловић (1906—1988), физички радник. Рођен 1906. у Сплиту. Члан КПЈ од 1922, од 1939. секретар ПК КПЈ за Далмацију, а од 1940. члан ЦК КП Хрватске. Учествовао у Народноослободилачкој борби. После ослобођења друштвено-политички радник. Умро 1988. у Сплиту. Народни херој и јунак социјалистичког рада.
12. Франц Лескошек (1897—1983), металски радник. Рођен 1897. у Цељу. Члан КПЈ од 1926, био синдикални функционер у Словенији, од 1934. члан ЦК КПЈ, од 1936. члан Политбироа ЦК КПЈ, а од 1937. секретар ЦК КП Словније. Учествовао у Народноослободилачкој борби. После ослобођења друштвено-политички радник. Умро 1983. у Љубљани. Народни херој и јунак социјалистичког рада.
13. Божо Љумовић (1896—1986), економиста и приватни намештеник. Рођен 1896. у Вирпазару. Члан КПЈ од 1919, био секретар ПК КПЈ за Црну Гору, Боку, Санџак и Косово и Метохију. Учествовао у Народноослободилачкој борби. После ослобођења друштвено-политички радник. Из КПЈ искључен 1948. Умро 1986. у Титограду.
14. Миха Маринко (1900—1983), рудар. Рођен 1900. у Трбовљу. Члан КПЈ од 1927, од 1933. секретар ПК КПЈ за Словенију, а од 1934. члан ЦК КПЈ. Учествовао у Народноослободилачкој борби. После ослобођења друштвено-политички радник. Умро 1983. у Љубљани. Народни херој и јунак социјалистичког рада. (није учествовао у раду Пете земаљске конференције, јер је био ухапшен 11. августа 1941. у Загребу, а за члана ЦК КПЈ је изабран у „одсуству“).
15. Иван Милутиновић (1901—1944), студент права. Рођен 1901. у Стијени Пиперској, код Подгорице. Члан КПЈ од 1923, а од 1938. члан ЦК КПЈ. Учествовао у Народноослободилачкој борби. Погинуо окобра 1944. у близини Београда. Народни херој.
16. Моша Пијаде (1890—1957), новинар, сликар и ликовни критичар. Рођен 1890. у Београду. Члан КПЈ од 1920, а од 1925. до 1939. био у затвору. Учествовао у Народноослободилачкој борби. После ослобођења друштвено-политички радник. Умро 1957. у Паризу. Народни херој и јунак социјалистичког рада.
17. Ђуро Пуцар Стари (1899—1979), ковачки радник. Рођен 1899. у Кесићима, код Босанског Грахова. Члан КПЈ од 1922, а од 1939. члан ПК КПЈ за Босну и Херцеговину. Учествовао у Народноослободилачкој борби. После ослобођења друштвено-политички радник. Умро 1979. у Београду. Народни херој и јунак социјалистичког рада.
18. Александар Ранковић Марко (1909—1983), абаџијски радник. Рођен 1909. у Дражевцу, код Обреновца. Члан КПЈ од 1928, од 1937. секретар ПК КПЈ за Србију, а од 1938. члан ЦК КПЈ. Учествовао у Народноослободилачкој борби. После ослобођења друштвено-политички радник. Из СКЈ искључен 1966. Умро 1983. у Дубровнику. Народни херој и јунак социјалистичког рада.
19. Иво Лола Рибар (1916—1943), правник и студент филозофије. Рођен 1916. у Загребу. Члан КПЈ од 1936, од 1937. секретар ЦК СКОЈ-а. Учествовао у Народноослободилачкој борби. Погинуо новембра 1943. код Гламочког поља. Народни херој
20. Стипе Ромац (1894—1978), земљорадник. Рођен 1894. у Сињу. Члан КПЈ од 1932. Из чланства ЦК КПЈ искључен, крајем 1940. године, због неспровођења одлука донетих на Конференцији. Учествовао у Народноослободилачкој борби. Умро 1978. у Сињу.
21. Вида Томшич (1913—1998), правница. Рођена 1913. у Љубљани. Чланица КПЈ од 1934, а од 1940. чланица ЦК КП Словеније. Учествовала у Народноослободилачкој борби. После ослобођења друштвено-политичка радница. Умрла 1998. у Љубљани. Народни херој и јунак социјалистичког рада.
22. Методије Шаторов (1897—1944), учитељ. Рођен 1897. у Прилепу. За време емиграције у Бугарској, 1920. постао члан БРП(к), а 1940. примљен у чланство КПЈ. Био секретар ПК КПЈ за Македонију. Из чланства ЦК КПЈ и КПЈ искључен 1941, због самовољног прикљученња ПК КПЈ за Македонију Бугарској комунистичкој партији. Учествовао у Народноослободилачкој борби Бугарске. Погинуо септембра 1944. у Пазарџику (Бугарска).

- Чланови Политбироа ЦК КПЈ:

1. Јосип Броз Тито
2. Милован Ђилас
3. Едвард Кардељ
4. Раде Кончар
5. Франц Лескошек
6. Иван Милутиновић
7. Александар Ранковић

- Кандидати за чланове ЦК КПЈ:

1. Иван Иво Амулић (1911—1973), рудар. Рођен 1911. у Костању, код Сплиту. Члан КПЈ од 1932, од 1938. организациони секретар ПК КПЈ за Далмацију, а од 1940. члан ЦК КП Хрватске. Учествовао у Народноослободилачкој борби. После ослобођења друштвено-политички радник. Умро 1973. у Загребу.
2. Светозар Вукмановић Темпо (1912—2000), правник. Рођен 1912. у Подгору, код Цетиње. Члан КПЈ од 1933, а од 1939. члан ПК КПЈ за Србију. У чланство ЦК КПЈ укључен крајем 1940. када је преузео руковођење радом технике ЦК КПЈ. Учествовао у Народноослободилачкој борби. После ослобођења друштвено-политички радник. Умро 2000. у Режевићима, код Петровца на Мору. Народни херој и јунак социјалистичког рада.
3. Боро Вукмировић
4. Милош Зиданшек
5. Блажо Јовановић (1907—1976), правник. Рођен 1907. у Вељем Брду, код Подгорице. Члан КПЈ од 1924, од 1934. секретар ПК КПЈ за Црну Гору, Боку, Санџак и Косово и Метохију. У чланство ЦК КПЈ укључен марта 1942. Учествовао у Народноослободилачкој борби. После ослобођења друштвено-политички радник. Умро 1976. у Игалу. Народни херој и јунак социјалистичког рада.
6. Јован Ковачевић (1903—1942), земљорадник. Члан КПЈ од 1922, био члан ОК КПЈ за Никшић. Учествовао у Народноослободилачкој борби. Заробили га и убили четници, јуна 1942. године.
7. Јосип Краш
8. Милош Матијевић Мрша
9. Јордан Николов Орце
10. Марко Орешковић
11. Павле Пап Шиља
12. Владо Поповић (1914—1972), апсолвент медицине. Рођен 1914. у Горњим Брчелима, код Бара. Члан КПЈ од 1932, од 1935. био секретар Универзитетског комитета у Београду, а од 1937. борац у шпанском грађанском рату. У чланство ЦК КПЈ укључен 1941. када је постао делегат ЦК КПЈ при ЦК КПХ. Учествовао у Народноослободилачкој борби. После ослобођења друштвено-политички радник. Умро 1972. у Лондону. Народни херој
13. Крсто Попивода (1910—1988), правник. Члан КПЈ од 1933, а од 1939. делегат ЦК КПЈ при ПК КПЈ за Црну Гору, Боку, Санџак и КиМ. У чланство ЦК КПЈ укључен септембра 1942. Учествовао у Народноослободилачкој борби. После ослобођења друштвено-политички радник. Умро 1988. у Мељинама, код Херцег Новог. Народни херој и јунак социјалистичког рада.
14. Франц Саламон (1892—1943), рудар. Рођен 1892. у Трбовљу. Члан КПЈ од 1919, а од 1937. члан ЦК КП Словеније. Учествовао у Народноослободилачкој борби. Заробљен и одведен у Бањички логор, где је убијен априла 1943. године.
15. Коста Стаменковић
16. Момир Томић (1909—1979), кројачки радник. Рођен 1909. у Пријевору, код Чачка. Члан КПЈ од 1928, био члан ОК КПЈ за Чачак. Током Другог светског рата био у заробљеништву у Немачкој. После ослобођења друштвено-политички радник. Умро 1979. у Београду.

## Учесници Конференције
Неки од 105 учесника Конференције су били:
- делегати Покрајинског комитета КПЈ за Босну и Херцеговину (5 делегата):

1. Стјепан Ђаковић
2. Иса Јовановић
3. Пашага Манџић
4. Мустафа Пашић
5. Ђуро Пуцар Стари

- делегати Покрајинског комитета КПЈ за Војводину (7 делегата):

1. Аћим Груловић
2. Радивој Ћирпанов
3. Жарко Зрењанин
4. Гордана Ивачковић
5. Лазар Плавшић
6. Михаљ Серво
7. Јусуф Тулић

- делегати Покрајинског комитета КПЈ за Далмацију (12 делегата):

1. Иван Амулић
2. Јосип Андријашевић
3. Иван Анић
4. Андрија Божанић
5. Војин Зиројевић
6. Анте Јурлин
7. Анте Катић
8. Вицко Крстуловић
9. Иван Лавчевић-Лучић
10. Анте Мрдуљаш
11. Карла Његован
12. Стипе Ромац
13. Вицко Шпрљан

- делегати Покрајинског комитета КПЈ за Македонију (5 делегата):

1. Борис Гонев
2. Сретен Жујовић
3. Петар Ивановски
4. Коце Стојановски
5. Методије Шаторов

- делегати Покрајинског комитета КПЈ за Србију (17 делегата):

1. Спасенија Цана Бабовић
2. Василије Буха
3. Светозар Вукмановић
4. Радоје Дакић
5. Васо Дрецун
6. Десимир Јововић
7. Лазар Колишевски
8. Милош Матијевић
9. Вукица Митровић
10. Мара Нацева
11. Моша Пијаде
12. Добривоје Радосављевић
13. Петар Стамболић
14. Коста Стаменковић
15. Лепа Стаменковић
16. Мијалко Тодоровић
17. Момир Томић Моша

- делегати Покрајинског комитета КПЈ за Црну Гору, Боку, Санџак и Косово и Метохију (10 делегата):

1. Никола Лекић
2. Боро Вукмировић
3. Блажо Јовановић
4. Јован Ковачевић Брђо
5. Милан Куч
6. Божо Љумовић
7. Бранко Петричевић
8. Миладин Поповић
9. Будо Томовић

- делегати Комунистичке партије Словеније (13 делегата):

1. Јоже Ажман
2. Антон Долиншек
3. Томаж Годец
4. Милош Зиданшек
5. Борис Кидрич
6. Јоже Лацко
7. Руди Папеж
8. Франц Саломон
9. Маркс Стрмецки
10. Антон Тоне Томшич
11. Вида Томшич
12. Игнац Тратар
13. Славко Шландер

- делегати Комунистичке партије Хрватске (18 делегата):

1. Јаков Блажевић
2. Владо Јанић Цапо
3. Мирко Кљајић Стари
4. Раде Кончар
5. Јосип Краш
6. Никола Кукић
7. Карло Мразовић
8. Марко Орешковић
9. Павле Пап Шиља
10. Стипе Угарковић

- специјални делегати (15 делегата - 7 чланова ЦК КПЈ, 4 делегата СКОЈ-а, 4 посебна делегата):

1. Јосип Броз Тито, генерални секретар КПЈ
2. Митар Бакић, делегат у име војске
3. Милутин Балтић, делегат СКОЈ-а
4. Јожа Влаховић, делегат СКОЈ-а
5. Милован Ђилас, члан ЦК КПЈ
6. Сретен Жујовић, члан ЦК КПЈ
7. Едвард Кардељ, члан ЦК КПЈ
8. Јосип Копинич, делегат Коминтерне
9. Франц Лескошек, члан ЦК КПЈ
10. Иван Милутиновић, члан ЦК КПЈ
11. Драган Павловић Шиља, делегат Народне помоћи
12. Крсто Попивода, делегат партијске школе ЦК КПЈ
13. Владо Поповић, делегат у име војске
14. Александар Ранковић, члан ЦК КПЈ
15. Иво Лола Рибар, делегат СКОЈ-а

## Занимљивости
Хрватски песник Марин Франичевић издао је, 1950. године, поему „Пета земаљска 1940.“. Поема је издана поводом десете годишњице одржавања Пете земаљске конференције КПЈ, али и као одговор на нападе Информбироа и умањивање заслуга Комунистичке партије Југославије у организовању и дизању устанка 1941. године. Поема је доживела друго издање 1985. године у поводу манифестације „Гораново прољеће“ у Луковдолу. Поему је илустровао Иван Ловренчић.